# Abracris coriacea
Abracris coriacea är en insektsart som först beskrevs av Giglio-tos 1894.  Abracris coriacea ingår i släktet Abracris och familjen gräshoppor. Inga underarter finns listade i Catalogue of Life.